# Марий, Симон
Симон Марий (лат. Simon Marius), настоящее имя Симон Майр (нем. Simon Mayr, 1573—1624) — немецкий астроном XVII века.

## Биография
Родился в Гунценхаузене, в 1601 изучал астрономию у Т. Браге в Праге, затем медицину в Падуе. Служил астрономом и математиком при дворе маркграфа в Ансбахе.
Одним из первых начал изучать небо с помощью телескопа. Претендовал на открытие четырёх спутников Юпитера, ныне известных как Галилеевы, за несколько дней до Галилео Галилея. Для этих четырёх известных в то время спутников Юпитера составил первые таблицы среднего движения; первым обратил внимание на изменения их яркости; дал им названия, сохранившиеся до настоящего времени: Ио, Европа, Ганимед, Каллисто. Марию также принадлежит первое упоминание о туманности в созвездии Андромеды (спиральная галактика M31).
В его честь назван кратер на Луне и одна из двух самых больших «тёмных областей» на Ганимеде.

## Публикации
- Mundus Iovialis anno MDCIX Detectus Ope Perspicilli Belgici (Die Welt des Jupiter, 1609 mit dem flämischen Teleskop entdeckt; Lateinisches Faksimile und deutsche Übersetzung; Hrsg. und bearb. von Joachim Schlör. Naturwiss. begleitet und mit einem Nachw. vers. von Alois Wilder), 1614